# 714. grenadirski polk (Wehrmacht)
714. grenadirski polk (izvirno nemško 714. Grenadier-Regiment; kratica 714. GR) je bil pehotni polk Heera v času druge svetovne vojne.

## Zgodovina
Polk je bil ustanovljen novembra 1944, 29. decembra istega leta pa preimenovan v 774. grenadirski polk.